# 国民革命军第九十七军
国民革命军历史上曾先后3次组建第九十七军。

## 第94师、骑兵第4师组成的朱怀冰第1个第九十七军
1938年6月，中央军第九十三军（刘戡）第94师和宋哲元第二十九军系的骑兵第三军骑兵第4师合编组成第97军，隶属冀察战区。
- 军长朱怀冰
- 副军长潘善斋
- 第94师：前身为1930年中原大战时，徐源泉国民革命军第十军趁战乱收编地方部队编为新3旅（旅长徐德佐），辖两个团。1936年2月新3旅脱离第十军建制，与湖北地方部队在鄂西改编为第94师。国民政府军事委员会委员长宜昌行营办公厅主任朱怀冰出任师长。
- 骑兵第4师，师长王奇峰，副师长张东凯。该师属东北军。成了一个彻底的步兵师，完全丧失机动力。

朱怀冰经过申请，调往河北平原，抵达冀西地区。
1939年3月改隶第一战区豫北自卫军。1939年4月骑兵第4师改番号为新编第24师：
- 第94师，师长蔡邵
- 新编第24师，师长张东凯

第一次反共高潮中，1940年3月在磁（县）武（安）涉（县）林（县）战役中，八路军第一二九师集中13个团兵力，首先直接袭击歼灭该军军部，此时第94师师长蔡劭病逝，继任师长还没有到位，经过10天战斗该军溃散，朱怀冰被俘（不久后获释），残部2000余人撤到修武整训。1940年5月6日第九十七军番号撤销，残部合编为第94师，改隶第十四军。第94师被派到中条山，结果在1941年的中条山会战中被日军歼灭，时任师长刘明夏（黄埔一期第四队）及部分官兵被俘后投敌。

## 重庆卫戍部队第166师、第196师组成的第2个第九十七军
1943年2月重庆卫戍总司令部所辖第166师和第七十六军第196师合编组建第九十七军，隶属重庆卫戍总司令部，担任陪都卫戍警备任务。
- 军长李明灏兼重庆卫戍总司令/1944年7月陈素农（黄埔三期）/陈武
- 副军长陈武/王劲修
- 第166师，师长王之宇，副师长黄淑
- 第196师，师长刘超寰

1944年9月该军赴贵州、广西参加桂柳会战，进入广西南丹阻敌，陈素农命主力占领南丹以南车河一带山隘要口之既设阵地，控制铁路、公路，一部前进至河池西北高地占领前哨阵地。11月26日，与日军第13师团交火，三天后防线被突破，陈素农下令退入南丹城固守，日军迂回部队乘虚攻至南丹城下。陈素农于11月30日下令向独山撤退，日军尾随该军进占独山。军长陈素农因战败被撤职法办。1944年底撤至遵义整训。1945年6月第九十七军番号和第196师被裁减，第166师改隶第八军。

## 暂编第1军组成的汤恩伯系第3个第九十七军
1944年9月汤恩伯系的涡北挺进军与彭雪枫部新四军第四师在淮北展开大战。为此，国民革命军第八十九军第33师和国民革命军第十三军暂编第62师合编组成暂编第一军。隶属国民革命军第十九集团军。1945年6月，暂一军番号改为国民革命军第九十七军。 
- 军长王毓文（兼安徽省第四区行政督察专员兼保安司令，原第八十五军副军长）
- 副军长王秉钺、蒋当翊
- 第33师，师长段海洲。该师原为韩德勤部正规军，败退出苏北后与石友三系的段海洲部合编。
- 新编第29师：原为汛东挺进军，西北军系。辛少亭任河南汜北游击指挥官，代理河南第二行政专员兼游击第三纵队司令，驻河南鹿邑。1944年以游击第三纵队改编为新29师。师长吕公良1944.5.1在许昌殉国/刘汉兴（曾任第89师285旅旅长）。
- 暂编第30师，师长洪显成。1946年春，改称第82师。该师原为鲁苏豫皖边区总部警卫部队改编，是汤恩伯、王毓文的嫡系，但该师内含两派，副师长钟定军不服师长潘笑清。

1945年8月抗战胜利，由皖北开赴徐州受降。9月26日奉命进入山东。1945年10月12日，进驻临城，参加了津浦路战役，坚持到一月停战令生效。1946年5月改编为整编第52师：
- 师长王毓文/1946年6月3日蒋当翊/1947年6月杨彬/1948年4月倪祖耀/1948年12月蒋当翊
- 副师长王隆基、辛少亭
- 参谋长许裴章
- 整编第33旅：旅长段海洲/莫国璋（1948.12.15日-1949.5.13在华容兵变被活埋）。
- 整编第82旅：旅长潘笑清。高山铺战役被全歼。重建后，蒋苏任旅长。
- 新编第29旅，辛少亭任旅长，副旅长王应亭。1947年初被裁减。

1946年6月内战爆发后至1946年10月在临城被共军围困。1946年底，整编52师南调武汉，隶属武汉行辕。1947年9月，阻击刘邓大军千里跃进大别山作战。1948年春夏调往公安县、监利。1948年9月，恢复第九十七军、第33、第82师番号，隶属第16绥靖区。副军长段海洲、郭文灿，辖33师、82师、暂1师（叶蔼青）。33师98团在新宁断后阻击时副团长管守宏领衔三个营长孙家祥、魏钦明、邹玉珠投共。1949年参加了湘赣战役、衡宝战役、广西战役等作战。1949年11月22日，暂编第1师第2团团长牛坦清联合第1团在桂林宣布投共。82师在撤抵南宁附近时被解放军包围被迫投诚。在上林遭到毁灭性打击，副军长郭文灿和参谋长伍国光被俘。1949年12月在广西战役中在镇南关地区覆灭。蒋当翊率领该军残部1200余人撤入越南境内，于1950年1月被补充进17兵团。